# Arsenal do Exército

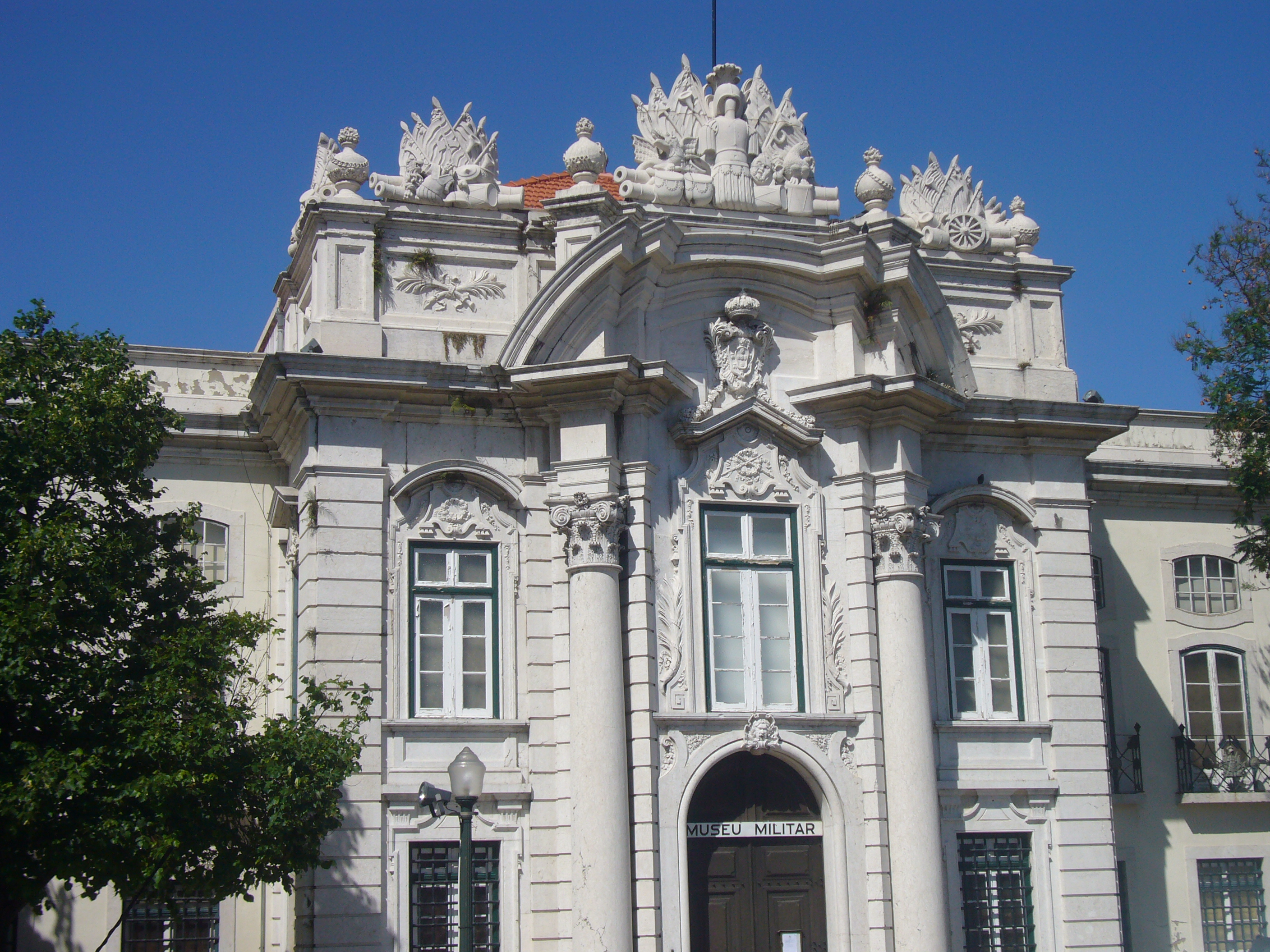
Antiga porta do Arsenal do Exército.

O Arsenal do Exército foi um estabelecimento industrial e logístico do Exército Português, destinado a garantir o fabrico, o armazenamento e a distribuição de artilharia e de outro equipamento ao Exército e à Armada.
Com origem nas Tercenas das Portas da Cruz criadas no século XV, passou sucessivamente a Tenência em 1640 e a Arsenal Real do Exército em 1764. Foi extinto definitivamente em 1927. No antigo edifício onde funcionava a sede do Arsenal do Exército e a sua Fundição de Baixo está hoje instalado o Museu Militar de Lisboa.

## História

### Tercenas das Portas da Cruz
No local de onde viria mais tarde a ser a sede do Arsenal do Exército, desde o final do século XV, funcionavam as Tercenas das Portas da Cruz, estabelecimento que incluía oficinas de fundição de artilharia e de fabrico de pólvora e armazéns de material de guerra. As Tercenas situavam-se no exterior da antiga Cerca Fernandina de Lisboa, próximo das suas Portas da Cruz e junto ao rio Tejo.
As oficinas de fundição de artilharia situavam-se na parte de baixo do edifício das Tercenas, começando a ser conhecidas por "Fundição de Baixo".
Durante os reinados de D. Manuel I, D. João III e D. Sebastião, as Tercenas das Portas da Cruz vão sofrendo grande desenvolvimento, fornecendo artilharia para as armadas que participavam nas explorações marítimas portuguesas e às fortalezas estabelecidas no Ultramar.
Contudo, com a União Ibérica estabelecida em 1580, as Tercenas iniciam um período de decadência. São despojadas de muito do seu material e a sua produção é enviada na totalidade para Castela. Por essa razão, a Fundição de Baixo passa a ser conhecida como "Fundição dos Castelhanos".

### Tenência
Restaurada a Independência a 1 de dezembro de 1640, é criada a Tenência sob a direção do tenente-general de artilharia do Reino, cujo primeiro titular foi Rui Correia Lucas. A Tenência constituía a repartição do Estado encarregue de assegurar o fabrico, o armazenamento e a distribuição de artilharia e outro material de guerra às forças armadas, funcionando na dependência da Junta dos Três Estados. A Repartição da Tenência estava instalada por cima da Fundição de Baixo.
Dependentes da Tenência, estavam também todos os artilheiros do Reino, exercendo o tenente-general de artilharia a função de juiz dos mesmos.
Durante a Guerra da Restauração, a Tenência assegurou o fornecimento de material ao Exército Português, contribuindo para a sua vitória.
Durante os séculos XVII e XVIII, a Fundição de Baixo foi objeto de obras de desenvolvimento. Contudo, dada a sua impossibilidade de expansão, foram sendo criadas outras unidades fabris sob a dependência da Tenência, entre as quais a Fundição de Cima, no atual Campo de Santa Clara.
No reinado de D. João V, o edifício da Fundição de Baixo sofre obras de grande remodelação que não chegam a estar terminadas quando ocorre o terramoto de 1 de novembro de 1755, já durante o reinado de D. José I. Depois das destruições causadas pelo terramoto, o marquês de Pombal ordena a construção de um novo edifício em 1760.

### Arsenal do Exército
Na sequência da reorganização do Exército, realizada sob a direção do conde de Lippe, através do Alvará de 24 de março de 1764, a Tenência passa a designar-se "Arsenal Real do Exército", continuando sob a chefia do tenente-general de artilharia do Reino.
Para além de dirigir diretamente o Arsenal do Exército em Lisboa, que funcionava como armazém geral do Exército e armazém regional para a Corte e província da Estremadura, o tenente-general de artilharia também superintendia em dois estabelecimentos regionais. O primeiro destes era a Vedoria-Geral de Artilharia da Província do Alentejo, em Estremoz, que se destinava a abastecer as tropas das províncias meridionais (Alentejo e Algarve), e o segundo era o Armazém Provincial da Cidade do Porto, que se destinava a abastecer as tropas nas províncias setentrionais (Beira, Minho, Trás-os-Montes e Partido do Porto).
Por esta altura, são instaladas, no primeiro andar, do edifício sede do Arsenal do Exército, cinco salas de armas ricamente decoradas com pinturas e esculturas de artistas portugueses, onde são expostas armas e armaduras antigas, bandeiras, troféus de vitórias dos portugueses e bustos de personagens históricas ilustres. Estas salas constituem o precursor do atual Museu Militar de Lisboa.
Em 14 de janeiro de 1791 a sua gestão foi entregue à Junta dos Três Estados.
Por alturas de 1800, sob a direção do tenente-general Bartolomeu da Costa, o Arsenal do Exército sofre um grande incremento. Na época, constituía o maior complexo industrial do país, estando na vanguarda da tecnologia mundial.
Em 1833, é extinta a Junta dos Três Estados, passando a direção do Arsenal do Exército e estar a cargo de um inspetor do Arsenal.
Em meados do século XIX, o Arsenal do Exército inclui as seguintes unidades industriais e logísticas: Fundição de Baixo, Fundição de Cima, Igreja de Santa Engrácia (ainda inacabada na altura), Oficinas de Espingardeiros, Coronheiros, Ferreiros e Correeiros de Santa Clara, Colégio de Aprendizes e Oficina Pirotécnica de Santa Apolónia (antigo Convento de Santa Apolónia), Arrecadação de Projéteis de Cruz da Pedra, Refino de Salitre e Enxofre de Alcântara, Fábricas de Pólvora de Barcarena, Armazéns e Fornos de Carvão de Rilvas, Armazéns de Pólvora de Caxias, Armazéns de Pólvora do Forte da Areia, Paióis de Beirolas, Armazéns de Cartuchame e Projéteis de Braço de Prata, Trem de Elvas e Fundições e Ferraria da Foz de Alge.
Na sequência do plano para a reorganização da arma de artilharia, implementado através do Decreto de 11 de dezembro de 1869, é extinto o cargo de inspetor do Arsenal do Exército, o que origina a extinção implícita do Arsenal do Exército, ficando cada uma das suas unidades fabris na dependência direta do diretor-geral de artilharia.
O Arsenal do Exército é restabelecido em 1898, agrupando os seguintes estabelecimentos: Fundição de Canhões, Fábrica de Armas, Fábrica de Pólvora, Fábrica de Pólvora sem Fumo e Depósito de Material de Guerra. Em 1908, também incorporada no Arsenal, é inaugurada a Fábrica de Projéteis de Artilharia em Braço de Prata.
Em 1927, o Arsenal do Exército foi extinto definitivamente, passando as suas diversas unidades de produção a constituir estabelecimentos independentes.
Já no início da década de 1980, vários dos estabelecimentos industriais que haviam integrado o antigo Arsenal do Exército voltam a ser reunidos sob uma administração comum, constituindo a empresa pública INDEP - Indústrias Nacionais de Defesa, EP.